# Rock n Roll (AKA 7even)
Rock n Roll è un singolo del cantautore italiano AKA 7even, pubblicato il 9 giugno 2023.

## Descrizione
Il brano, scritto dallo stesso cantautore, è prodotto da Michele Canova Iorfida e Max Elias Kleinschmidt, in arte Cosmophonix.

## Video musicale
Il video musicale è stato pubblicato in concomitanza all'uscita del brano attraverso il canale YouTube del cantautore.

## Tracce
Testi di Luca Marzano, musiche di Michele Canova Iorfida e Max Elias Kleinschmidt.
1. Rock n Roll – 2:33